# José García Belaúnde

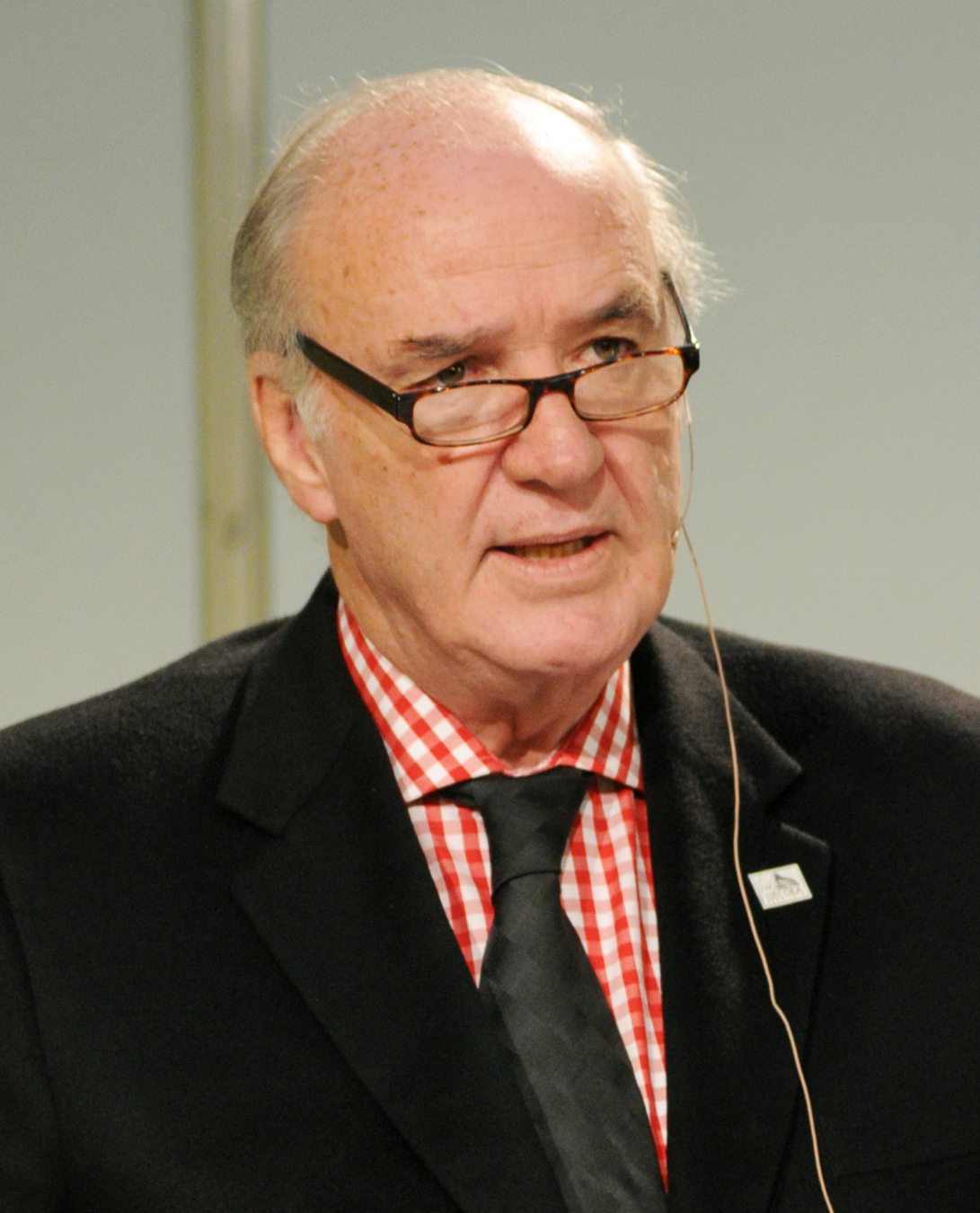
José García Belaúnde (2010)

José Antonio García Belaúnde (* 16. März 1948 in Lima; † 4. Juli 2025 in Madrid) war ein peruanischer Diplomat und Politiker.

## Biografie

### Familie, Studium und diplomatische Laufbahn
García Belaúnde stammte aus einer einflussreichen Politiker- und Diplomatenfamilie Perus. García Belaúndes Urgroßvater Mariano A. Belaúnde war Finanzminister. Sein Großvater Víctor Andrés Belaúnde war unter anderem 1959 bis 1960 Präsident der Generalversammlung der Vereinten Nationen. Victor Andrés Beláundes Bruder Rafael Belaúnde Diez-Canseco, sein Großonkel, war 1945 bis 1946 Premierminister Perus. Sein Onkel Fernando Belaúnde Terry war zweifacher Präsident Perus. Sein jüngerer Bruder Víctor Andrés García Belaúnde war bis 2019 Abgeordneter des Kongresses.
Nach dem Schulbesuch am Colegio la Inmaculada und am Colegio Winnetka studierte er Literaturwissenschaften an der Pontificia Universidad Católica del Perú. Nach einem weiteren Studium an der Peruanischen Diplomatischen Akademie (Academia Diplomática del Perú), das er mit einem Lizenziat in Internationalen Beziehungen beendete, absolvierte er ein Postgraduiertenstudium in Außenpolitik an der University of Oxford. Nach seiner Rückkehr war er zunächst zwischen 1971 und 1973 selbst Professor an der Peruanischen Diplomatischen Akademie.
1973 trat er in den Diplomatischen Dienst ein und war bis 1976 zunächst Zweiter und danach Erster Sekretär an der Ständigen Vertretung bei den Vereinten Nationen. Danach wurde er Erster Sekretär an der Botschaft in Frankreich und daraufhin von 1978 bis 1979 an der Botschaft in Mexiko.
Nach seiner Rückkehr nach Peru war er zunächst Chef des Technischen Kabinetts des damaligen Außenministers Carlos Garcia Bedoya sowie zwischen 1979 und 1981 wieder Professor an der Diplomatischen Akademie. Zugleich war er 1980 kurzzeitig Direktor für Wirtschaftsangelegenheiten im Außenministerium. Von 1981 bis 1982 folgte eine Tätigkeit als Generaldirektor für Handelsabkommen im Ministerium für Wirtschaft, Finanzen und Handel. 1982 erfolgte seine Ernennung zum Botschaftsrat an der Botschaft in Spanien und danach von 1984 bis 1985 an der Botschaft in Ecuador. Daraufhin wurde er Gesandter an der Botschaft in den USA, ehe er von 1986 bis 1988 Botschafter bei der Lateinamerikanischen Integrationsvereinigung (ALADI) in Montevideo war.
Nachdem er 1988 nach Peru zurückgekehrt war, wurde er Unterstaatssekretär für Wirtschaftsangelegenheiten und Integration im Außenministerium.

### Tätigkeit für die Andengemeinschaft und Außenminister
1990 nahm er eine Tätigkeit bei der heutigen Andengemeinschaft (Comunidad Andina de Naciones) auf, in deren Verlauf er bis 2006 zuerst Direktor des Generalsekretariats des Abkommens von Cartagena war. Nach der Gründung der Andengemeinschaft 1997 durch das Änderungsprotokoll von Trujillo wurde er Generaldirektor sowie Assessor des Generalsekretärs der Gemeinschaft. 2002 berief ihn die Universidad de San Martín de Porres in Lima zum Professor für Regierungswesen. Zwischen 2002 und 2006 war er dort zudem Koordinator des Magisterstudiengangs für Internationale Beziehungen.
Am 28. Juli 2006 ernannte ihn Präsident Alan García zum Minister für Auswärtige Beziehungen. In dieser Funktion wurde er nach dem Ende der Amtszeit Garcías am 28. Juli 2011 durch Rafael Roncagliolo abgelöst. Darüber hinaus gehörte er der Versammlung der am 18. Juli 1994 gegründeten Transparencia an, einer Organisation zur Förderung der Demokratie in Peru.

## Sonstige Tätigkeiten
Seit August 2024 fungierte García Belaúnde als Präsident der EU-LAC-Stiftung.

## Veröffentlichungen
Professor García Belaúnde war darüber hinaus nicht nur Kolumnist, sondern auch Autor mehrerer Aufsätze und Monografien, die sich zum einen mit Persönlichkeiten Perus, andererseits mit der politischen Situation in Lateinamerika befassten. Dazu gehören:
- Grupo Andino: situación actual del proceso de integración, 1993
- Víctor Andrés Belaúnde y Alberto Ulloa, dos figuras nacionales, 1993
- El Primer Decenio. Carlos García Bedoya. Una visión desde los años 90, 1993
- La integración fronteriza peruana-ecuatoriana, 1994
- Relaciones Perú con el Ecuador, 1994
- La Comunidad Andina. Hacia un liderazgo político, 1996
- El Perú en el Grupo Andino 1992-1997: Los años difíciles, 1997
- El Protocolo de Trujillo y la transformación institucional de la Integración andina, 1997
- Nuevo Milenio: ¿Nuevo Orden? ¿Nueve Estado?, 1999